# Лысмылькъюнко
Лысмылькъюнко (устар. Лыс-Мыльк-Юнко) — река в Шурышкарском районе Ямало-Ненецкого АО России. Устье реки находится на 40-м км по левому берегу реки Танью. Длина реки составляет 23 км.

## Данные водного реестра
По данным государственного водного реестра России относится к Нижнеобскому бассейновому округу, водохозяйственный участок реки — Обь от впадения реки Северная Сосьва до города Салехард, речной подбассейн реки — бассейны притоков Оби ниже впадения Северной Сосьвы. Речной бассейн реки — (Нижняя) Обь от впадения Иртыша.